# Clausicella politura
Clausicella politura là một loài ruồi trong họ Tachinidae.